# Petroica cendrosa
La petroica cendrosa (Heteromyias albispecularis) és un ocell de la família dels petròicids (Petroicidae).

## Hàbitat i distribució
Viu entre la malesa del bosc i zones més clares, a les muntanyes del nord-oest de Nova Guinea.